# Taraxacum gaditanum
Taraxacum gaditanum é uma espécie de planta endémica do sudoeste da Península Ibérica, em gravíssimo perigo de extinção. As principais populações encontram-se na província de Cádis.
Incluída no Livro Vermelho da Flora Vascular Ameaçada da Espanha, este dente de leão foi descrito pela primeira vez para a ciência nos pinhais de Chipiona em 1978 pelo botânicos da Universidade de Sevilha numa campanha do Departamento de Botânica. Anos mais tarde foi descrita para a ciência pelo Dr. Salvador Talavera mas, apesar de várias tentativas, não se conseguiu a encontrar de novo em seu habitat, pelo que não se sabia nada da sua situação na natureza.
Em 1995 foi localizada por Iñigo Sánchez, actual conservador do Zoobotânico de Jerez, em decorrência de um estudo sobre a flora ameaçada do litoral gaditano encarregado pela Conselharia do Meio ambiente da Junta de Andaluzia. Em dito estudo advertia-se do enorme risco de extinção ao que se enfrentava a espécie, ao contar só com uma população restrita nos pinhais e outra, algo mais nutrida, no próprio passeio marítimo de Chipiona, e se propunha a protecção legal da mesma. Colectaram-se sementes que foram enviadas ao Banco de Germoplasma Vegetal Andaluz (Jardim Botánico de Córdoba), além de se cultivar no Zoobotânico de Jerez, Jardim Botánico de San Fernando e viveiros da Universidade de Sevilha.
A Conselharia do Meio ambiente da Junta de Andaluzia conta actualmente com um plano específico para a sua conservação.